# Яцины
Яцины (Яцыны) (укр. Яцини) — село,
Белоцерковский сельский совет,
Пирятинский район,
Полтавская область,
Украина.
Код КОАТУУ — 5323880402. Население по переписи 2001 года составляло 501 человек.

## Географическое положение
Село Яцины находится на берегах реки Многа,
выше по течению на расстоянии в 3 км расположено село Белоцерковцы,
ниже по течению примыкает село Бубны (Чернухинский район).

##### ИСТОРИЯ
Село указано на подробной карте Российской Империи и близлежащих заграничных владений 1816 года
Михайловская церковь существует до 1773 года 

## Экономика
ЧП «Зоря».

## Объекты социальной сферы
- Школа.